# System Average Interruption Duration Index
Der System Average Interruption Duration Index (SAIDI) ist die durchschnittliche Dauer der Unterbrechung eines Energienetzes je versorgtem Verbraucher. Er ist der wichtigste Indikator für die Zuverlässigkeit von Energienetzen, vor allem Strom- oder Gasnetzen, und wird wie folgt berechnet:
{\displaystyle {\mbox{SAIDI}}={\frac {\sum _{i=1}^{U}n_{i}\cdot t_{i}}{N}}}
Dabei ist {\displaystyle n_{i}} die Anzahl der von der Unterbrechung {\displaystyle i} betroffenen Verbraucher in einem Gebiet (Ortsteil, Stadt, …), {\displaystyle t_{i}} die Dauer der Unterbrechung {\displaystyle i}, {\displaystyle N} die Gesamtzahl der Verbraucher und {\displaystyle U} die Anzahl der Unterbrechungen.
{\displaystyle {\mbox{SAIDI}}={\frac {\mbox{Summe aller Versorgungsunterbrechungen}}{\mbox{Gesamtzahl aller Verbraucher}}}}
SAIDI wird in Zeiteinheiten gemessen, meist in Minuten oder Stunden. Normalerweise wird ein Jahreswert ermittelt. 

## Ermittlung in Deutschland und Österreich
In Deutschland übermitteln die Strom- und Gasnetzbetreiber der Bundesnetzagentur gemäß § 52 Energiewirtschaftsgesetz (EnWG) jährlich einen Bericht über die in ihrem Netz aufgetretenen Versorgungsunterbrechungen. Die Bundesnetzagentur ermittelt aus diesen Meldungen den SAIDI-Wert. Im Strombereich betrug der deutsche SAIDI-Wert im Jahr 2016 12,8 Minuten/Jahr (davon 2,1 Minuten/Jahr in der Niederspannung und 10,7 Minuten/Jahr in der Mittelspannung). Im Jahr 2006 lag der deutsche SAIDI-Wert noch bei 21,53 Minuten.
Im Gasbereich betrug der deutsche SAIDI-Wert im Jahr 2016 1,03 Minuten/Jahr (0,84 Minuten/Jahr im Niederdruckbereich, 0,19 Minuten/Jahr im Mitteldruckbereich und 0,01 Minuten/Jahr im Hochdruckbereich). Im Jahr 2006 betrug der SAIDI-Wert noch 2,09 Minuten/Jahr.
In Österreich übermitteln Stromnetzbetreiber die für u. a. die Berechnung des SAIDI-Werts notwendigen Daten gemäß der auf Basis des Elektrizitätswirtschafts- und -organisationsgesetzes (ElWOG) erlassenen Elektrizitätsstatistikverordnung 2016 sowie der auf Basis des Energielenkungsgesetzes 2012 (EnLG 2012) erlassenen Elektrizitäts-Energielenkungsdaten-Verordnung 2017 (E-EnLD-VO 2017) an die E-Control.

## Einflussgrößen
In die Berechnung des SAIDI-Wertes fließen nur ungeplante Unterbrechungen ein, die auf atmosphärische Einwirkungen, Einwirkungen Dritter, Zuständigkeit des Netzbetreibers und aus anderen Netzen rückwirkende Störungen zurückzuführen sind. Vom Netzbetreiber geplante Unterbrechungen, Unterbrechungen aufgrund höherer Gewalt, wie etwa Naturkatastrophen, sowie Unterbrechungen, die nicht länger als drei Minuten dauern, werden nicht berücksichtigt.

## SAIDI-Werte der Stromversorgung im Länder-Vergleich
Die folgende Tabelle zeigt den SAIDI-Wert der Stromversorgung verschiedener Länder. Der Wert wurde nach der Methode der Studie Doing Business 2016-2020 der Weltbank berechnet.
| Land                   | Bevölkerung 2020 (Millionen) | SAIDI 2019 (Stunden) | SAIDI 2020 (Stunden) |
| ---------------------- | ---------------------------- | -------------------- | -------------------- |
| Österreich             | 8.9                          | 0.7                  | 0.6                  |
| Belgien                | 11.5                         | 0.7                  | 0.4                  |
| Kroatien               | 4.0                          | 4.8                  | 3.3                  |
| Zypern                 | 1.2                          | 0.3                  | 0.6                  |
| Tschechien             | 10.7                         | 0.5                  | 0.5                  |
| Dänemark               | 5.8                          | 0.5                  | 0.5                  |
| Estland                | 1.3                          | 0.3                  | 0.3                  |
| Finnland               | 5.5                          | 0.6                  | 0.2                  |
| Frankreich             | 67.6                         | 0.2                  | 0.4                  |
| Deutschland            | 83.2                         | 0.2                  | 0.3                  |
| Griechenland           | 10.7                         | 1.9                  | 1.6                  |
| Ungarn                 | 9.8                          | 2.8                  | 2.6                  |
| Irland                 | 5.0                          | 0.3                  | 0.8                  |
| Italien                | 59.4                         | 0.5                  | 1.3                  |
| Lettland               | 1.9                          | 1.0                  | 1.0                  |
| Litauen                | 2.8                          | 0.4                  | 0.4                  |
| Luxemburg              | 0.6                          | 0.4                  | 0.4                  |
| Malta                  | 0.5                          | 0.6                  | 0.8                  |
| Niederlande            | 17.4                         | 0.8                  | 0.8                  |
| Norwegen               | 5.4                          | 0.7                  | 1.5                  |
| Polen                  | 37.9                         | 1.3                  | 1.1                  |
| Portugal               | 10.3                         | 0.6                  | 0.5                  |
| Rumänien               | 19.3                         | 2.1                  | 3.1                  |
| Slowakei               | 5.5                          | 1.0                  | 0.9                  |
| Slowenien              | 2.1                          | 0.6                  | 0.1                  |
| Spanien                | 47.4                         | 0.5                  | 0.5                  |
| Schweden               | 10.4                         | 0.6                  | 0.6                  |
| Schweiz                | 8.6                          | 0.2                  | 0.2                  |
| Vereinigtes Königreich | 67.1                         | 0.3                  | 0.3                  |
| USA                    | 331.5                        | 1.2                  | 1.3                  |

## Belege
1. ↑  
Sree Yeddanapudi: Distribution System Reliability Evaluation. (MS PowerPoint; 430 kB) Iowa State University, archiviert vom Original am 26. Dezember 2011; abgerufen am 18. Juni 2011.
2. 1 2  Ausfall- und Störungsstatistik für Österreich 2020. (PDF; 918 kB) E-Control, August 2020, S. 6, abgerufen am 30. August 2020.
3. ↑  Bundesnetzagentur - Versorgungsqualität - SAIDI-Wert Strom
4. ↑  Bundesnetzagentur - Versorgungsqualität - SAIDI-Wert Gas bundesnetzagentur.de (Memento vom 21. Dezember 2016 im Internet Archive)
5. ↑  The World Bank, Data Bank "World Development Indicators", total population 2020, https://databank.worldbank.org/reports.aspx?source=2&series=SP.POP.TOTL&country=
6. ↑  The World Bank, Data Bank "Doing Business", SAIDI index WB 2019, https://databank.worldbank.org/SAIDI-Index-WB/id/dd1d6036
7. ↑  The World Bank, Data Bank "Doing Business", SAIDI index WB 2020, https://databank.worldbank.org/SAIDI-Index-WB/id/dd1d6036